# Emerih Bratuša
Emerih Bratuša, slovenski rimokatoliški duhovnik in narodni buditelj, * 15. julij 1817, Varaždin, † 24. februar 1849, Ljutomer.

## Življenje in delo
Po nekaterih podatkih je gimnazijo obiskoval v Varaždinu in nato v letih 1834−1842 menda študiral filozofijo in zagotovo bogoslovje v Gradcu ter bil 31. julija 1842 posvečen.
Kot kaplan je služboval do 18. avgusta 1845 v Ljutomeru in nato do oktobra 1847 v Svetinjah, ko je zaradi bolezni stopil v pokoj.
Vsaj že v bogoslovju se je vnel za narodno delo, naročil 1842 list Kolo in postal vnet Vrazov korespondent, vsaj 1848 čital poleg Grazer Zeitung in augsburškega cerkvenega lista tudi Gajeve Novine Horvatske, veljal za »Hrvata in panslavista«, ter vseskozi širil preporodno idejo. Od slovenske jezikovnokulturne baze se je odmaknil kot hrvaški kajkavec še veliko bolj kot Vraz, ter priporočal Slovencem za knjižni jezik štokavščino za narod pa ponatis kajkavskohrvaške nabožne literature v češkoilirskem pravopisu.